# Élections territoriales polynésiennes de 2013
Les élections territoriales polynésiennes de 2013, ou de manière plus précise l'élection des représentants à l'Assemblée de la Polynésie française de 2013, s’est déroulée les 21 avril et 5 mai 2013 en Polynésie française. Ont été élus les 57 représentants à l'Assemblée de la Polynésie française.

## Nouveau mode de scrutin
Ces élections sont les premières à ne plus se dérouler intégralement au scrutin proportionnel, une prime majoritaire et l'ajout d'un second tour assure en effet une majorité nette à la liste victorieuse avec l'entrée en vigueur en 2011 de la loi organique no 2011-918 du 1er août 2011, art.  2.
Désormais, les 57 représentants à l'assemblée de la Polynésie française sont  élus au scrutin proportionnel plurinominal de liste à deux tours, avec prime majoritaire. La Polynésie constitue une circonscription électorale unique dont les communes composent huit sous circonscriptions appelées sections, chacune dotée d'une prime majoritaire de un à quatre sièges selon leur population pour un total de 19 sièges de prime.
Chaque liste présente 73 candidats répartis dans les huit sections. Chaque liste est composée alternativement d'un candidat de chaque sexe. Au premier tour, la liste ayant recueilli la majorité absolue des voix dans  la circonscription se voit attribuer la prime majoritaire, puis les sièges restants sont répartis à la proportionnelle entre toutes les listes ayant franchi le seuil électoral de 5 % des voix selon la méthode de la plus forte moyenne, la première liste comprise. Si aucune liste n'obtient plus de 50 % des suffrages exprimés, il est procédé à un second tour entre toutes les listes ayant recueilli plus de 12,5 % des voix, celles ayant recueilli entre 5 % et 12,5 % pouvant fusionner avec les listes qui se sont maintenues. La liste arrivée en tête obtient alors la prime majoritaire, et les sièges restants sont répartis à la proportionnelle selon les mêmes conditions.
Les listes peuvent se voir rembourser une partie de leurs frais de campagne si elles atteignent le seuil de 3 % des suffrages exprimés au premier tour, pour peu qu'elles se soumettent à des exigences de transparence comptable et à la législation sur le format des documents de propagande à destination des électeurs.

## Alliances
Tavini Huiraatira d'Oscar Temaru a créé une grande coalition pour cette élection, appelée Union pour la Démocratie (UPLD). Cette alliance s'est poursuivie pour les élections, composée d'Aia Api, Here Ai'a, Tavini Huiraatira, Tapura Amui No Raromatai et Tapura Amui No Te Faatereraa Manahune – Tuhaa Pae (une coalition entre les membres de l'ULPD et le parti Tapura Amui no Tuhaa Pae).
Une autre nouvelle alliance, appelée A Tia Porinetia et dirigée par Teva Rohfritsch, a été formée pour l'élection, qui comprenait To Tatou Aia et plusieurs petits partis.

## Résultats
| Tête de liste     | Tête de liste      | Liste                                                       | 1er tour | 1er tour | 2d tour | 2d tour | Sièges | Sièges |
| Tête de liste     | Tête de liste      | Liste                                                       | Voix     | %        | Voix    | %       | #      | %      |
| ----------------- | ------------------ | ----------------------------------------------------------- | -------- | -------- | ------- | ------- | ------ | ------ |
|                   | Gaston Flosse      | Tahoeraa huiraatira                                         | 51 316   | 40,16    | 62 340  | 45,11   | 38     | 66,67  |
|                   | Oscar Temaru*      | Tavini huiraatira                                           | 30 781   | 24,09    | 40 441  | 29,26   | 11     | 19,30  |
|                   | Teva Rohfritsch    | A Ti'a Porinetia                                            | 25 453   | 19,92    | 35 421  | 25,63   | 8      | 14,03  |
|                   | Teiva Manutahi     | Porinetia Ora                                               | 7 293    | 5,71     |         |         |        |        |
|                   | Franck Falletta    | Te ara ti'a                                                 | 3 956    | 3,10     |         |         |        |        |
|                   | Patrice Jamet      | I Tura To U Fenua                                           | 4 553    | 3,56     |         |         |        |        |
|                   | Quito Braun-Ortega | Te Hiti Tau Api                                             | 3 079    | 2,41     |         |         |        |        |
|                   | Emile Vernier      | Rassemblement pour le respect des populations polynésiennes | 885      | 0,69     |         |         |        |        |
|                   | André Tanepau      | Amuitahiraa                                                 | 452      | 0,35     |         |         |        |        |
|                   |                    |                                                             |          |          |         |         |        |        |
| Exprimés          | Exprimés           | Exprimés                                                    | 127 768  | 98,73    | 138 202 | 98,99   |        |        |
| Blancs et nuls    | Blancs et nuls     | Blancs et nuls                                              | 1 621    | 1,27     | 1 412   | 1,01    |        |        |
| Total des votants | Total des votants  | Total des votants                                           | 129 389  | 67,46    | 139 614 | 72,79   | 57     | 100,00 |
| Abstention        | Abstention         | Abstention                                                  | 62 446   | 32,55    | 52 185  | 27,21   |        |        |
| Inscrits          | Inscrits           | Inscrits                                                    | 191 835  | 100,00   | 191 799 | 100,00  |        |        |